# Самурай-докоро
Самурай-докоро (яп. 侍所, від «сторожка», «вартівня»; «самурайське управління») — адміністративно-поліційське відомство у самурайських урядах 13 — 16 століть.
1. У 13 — 14 століттях відомство сьоґунату Камакура для координації справ васалів сьоґуна — ґокенінів. Засноване 1180 року. Голова відомства — бетто (別当). Першим бетто став Вада Йосіморі. Проте згодом посада голови стала передаватися у спадок у роді Ходзьо.
2. У 14 — 16 століттях відомство сьоґунату Муроматі для координації справ васалів сьоґуна — ґокенінів, адміністурування столиці Кіото і майнових справ самураїв, куґе, буддистських храмів і синтоїстських святилищ. Управлінням почергово керували роди Ямана, Акамацу, Іссікі та Кьоґоку — наближені сьоґуна.

| Прапор Японії | Це незавершена стаття про Японію. Ви можете допомогти проєкту, виправивши або дописавши її. |